# Idioctis ferrophila
Espèce
Idioctis ferrophila est une espèce d'araignées mygalomorphes de la famille des Barychelidae.

## Distribution
Cette espèce est endémique de Nouvelle-Calédonie. Elle se rencontre vers Port Boisé.

## Description
La femelle holotype mesure 17 mm.

## Publication originale
- Churchill & Raven, 1992 : Systematics of the intertidal trapdoor spider genus Idioctis (Mygalomorphae: Barychelidae) in the western Pacific with a new genus from the northeast. Memoirs of the Queensland Museum, vol. 32, no 1, p. 9-30 (texte intégral).